# Scholem-Alejchem-Museum (Kiew)
Koordinaten: 50° 26′ 29″ N, 30° 31′ 13″ O
Das Scholem-Alejchem-Museum (ukrainisch Музей Шолом-Алейхема) ist ein dem Leben und Werk des ukrainischen, jiddischsprachigen Schriftstellers Scholem Alejchem gewidmetes Museum in Kiew.
Das Museum ist eine Niederlassung des Museums der Geschichte von Kiew und befindet sich auf der Welyka-Wassylkiwska-Straße (Велика Васильківська вулиця) Nummer 5a nahe dem Bessarabska-Platz im Kiewer Stadtrajon Petschersk.
Es enthält über 500 Exponate, darunter jüdische Ritualgegenstände und Objekte des traditionellen jüdischen Lebens, Mazewas, alte jüdische Bücher und Handschriften. Auf den in der Halle installierten Monitoren sind unter anderem Ausschnitte von Filmen und Aufführungen der Werke von Scholem Alejchem zu sehen. Das Scholem-Alejchem-Museum ist täglich außer montags von 10 bis 17 Uhr geöffnet.

## Geschichte
Das Museum wurde anlässlich des 150. Jahrestages der Geburt des Künstlers am 2. März 2009 eröffnet.
Der Präsident des Zentralrats der Juden in der Ukraine Ylja Lewytas (Илья Левитас) sagte bei der Eröffnung, dass die Planung des Museums bereits im Jahre 1956 begann, als die Behörden nicht einmal bereit waren, darüber zu diskutieren.